# Marcela
Marcela je ženské křestní jméno. Jedná se o ženskou obdobu jména Marcel pocházející z latinské zdrobněliny Marcellus jména Marcus – „bojovník“. Význam jména lze tedy volně přeložit jako „malá bojovnice“.

## Domácké podoby
Máca, Marcelka, Marcka, Marcelina, Marcelinka, Marci, Marcinka, Marka

## Známé nositelky jména
České nositelky
- Marcela Augustová (* 1965), česká moderátorka
- Marcela Bílková (* 1968), česko-australská fyzička a vysokoškolská profesorka
- Marcela Březinová (* 1960), česká zpěvačka
- Marcela Handlová (* 1974), česká házenkářka
- Marcela Holanová (* 1951), česká zpěvačka
- Marcela Iacubová (* 1964), francouzská právnička
- Marcela Koblasová (* 1956), československá atletka
- Marcela Králová (* 1954), česká zpěvačka a konferenciérka
- Marcela Kubalčíková (* 1973), česká plavkyně
- Marcela Laiferová (* 1945), slovenská zpěvačka
- Marcela Levinská (* 1955), česká malířka
- Marcela Mertinová (* 1961), česká politička
- Marcela Pecháčková (* 1951), česká novinářka
- Marcela Rybková (* 1959), česká politička
- Marcela Sadilová (* 1967), československá vodní slalomářka
- Marcela Skuherská (* 1961), česká tenistka
- Marcela Vrábelová (* 1951), česká a československá politička

#### Zahraniční nositelky
- Marcela Marić (* 1996), chorvatská skokanka do vody
- Marcela Paz (1902–1985), chilská spisovatelka
- Marcela Topor (* 1976), rumunská novinářka

## Filmy
- Marcela, dokument Heleny Třeštíkové